# Claudine (film)
Claudine è un film del 1974, diretto dal regista John Berry.

## Riconoscimenti
- 1975 - Premio Oscar
  - Candidatura Migliore attrice protagonista a Diahann Carroll
- 1975 - Golden Globe
  - Candidatura Miglior attore in un film commedia o musicale a James Earl Jones
  - Candidatura Miglior attrice in un film commedia o musicale a Diahann Carroll
  - Candidatura Migliore canzone originale  (On and On) a Curtis Mayfield